# ISO 3166-2:VA
ISO 3166-2:VAはISOの3166-2規格のうち、VAで始まるものである。バチカンの行政区分コードを意味する。バチカンはISO 3166-1(ISO 3166-1 alpha-2)で、VAを国コードとして割り振られている。ISO 3166-2:VAに対応する行政区分コードの割り当てはない。